# Gnetum catasphaericum
Gnetum catasphaericum H.Shao – gatunek rośliny z rodziny gniotowatych (Gnetaceae Blume). Występuje naturalnie w południowych Chinach – w Junnanie oraz południowej części regionu autonomicznego Kuangsi. 

## Morfologia
PokrójWiecznie zielone, zdrewniałe liany. Dorastają do 10 m wysokości.
LiścieMają kształt od owalnego do podłużnie owalnego lub podłużnego. Mierzą 8,5–15 cm długości i 5–8 cm szerokości. Są niemal skórzaste. Blaszka liściowa jest o klinowej nasadzie i krótko spiczastym wierzchołku. Ogonek liściowy jest nagi i dorasta do 5–10 mm długości.
KwiatySą jednopłciowe, zebrane w szyszki przypominające kłosy. Oś szyszki jest nierozgałęziona. Kwiaty męskie zebrane są po 55–70, z 7–13 płonnymi kwiatami żeńskimi, mierzą do 2 cm długości. Kwiaty żeńskie zebrane są po 5–6.
NasionaJako roślina nagonasienna nie wykształca owoców. Nasiona mają kształt od elipsoidalnego do niemal kulistego i brązowoczerwonawą barwę, osiągają 18–22 mm długości.

## Biologia i ekologia
Roślina dwupienna. Rośnie w wiecznie zielonych lasach. Kwiaty są zapylane od kwietnia do maja, natomiast nasiona dojrzewają od września do grudnia.